# Giardini pubblici di Cagliari
I giardini pubblici di Cagliari sono un parco urbano del capoluogo sardo situati al confine tra il quartiere La Vega ed il quartiere Castello, il più antico della città. Sorgono su un'area che il Comune di Cagliari acquistò nel 1840, e furono edificati sotto il regno dei Savoia. Ampi poco meno di 2 ettari, ospitano l'edificio della Galleria comunale d'arte di Cagliari, che una volta era una polveriera dell'arsenale di Cagliari, e fino al 2005 erano presenti due enormi cannoni risalenti al periodo di guerra, proprio all'interno del parco. Sono presenti una sessantina di piante tutte centenarie, piante esotiche, palme, e due ficus magnoloidi di oltre 125 anni.
I lavori del 2005, costati circa un milione di euro, hanno permesso di apportare diverse migliorie ai giardini, come le due vasche d'acqua con fontane, la ristrutturazione dell'antica passeggiata centrale lunga 300 metri che era andata distrutta in diverse parti e l'impianto idrico completamente nuovo.

## Storia

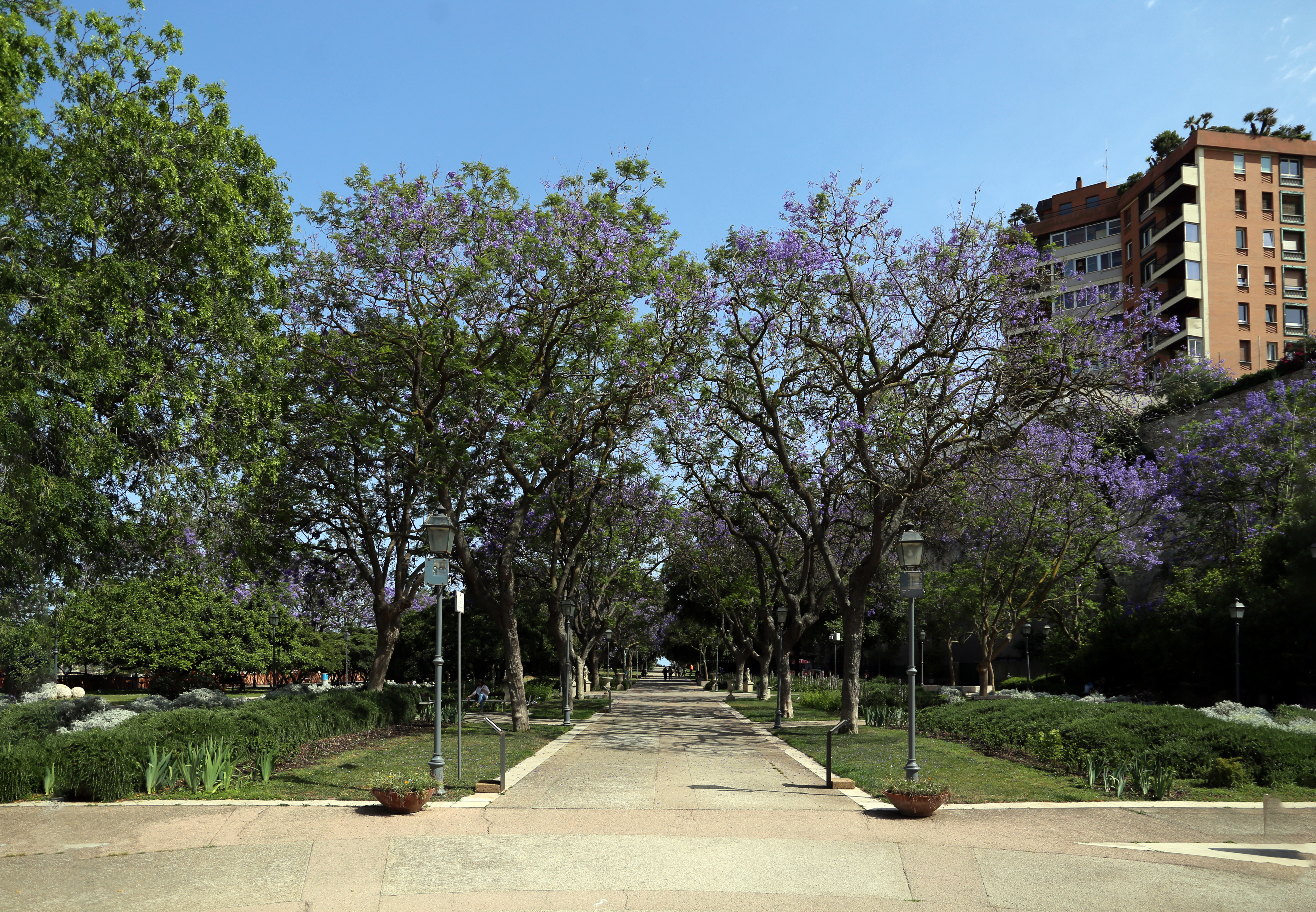
Giardini

Già agli inizi del XIX secolo si sente la necessità di creare un polmone verde a Cagliari, che ne era povera, e nel 1816 il viceré Giacomo Pes di Villamarina sceglie come adatta l'area incolta davanti alla Regia Polveriera. Nel 1822 esplode la Regia Polveriera, che viene ricostruita, secondo linee neoclassiche, su progetto di Carlo Boyl di Putifigari.
Nel 1840 il giardino diviene proprietà del comune, e vengono intrapresi molti lavori: viene spianata l'area, prima ricca di rocce sporgenti, e l'agronomo comunale Piccaluga inserisce nuove essenze floreali.
Dopo una nuova esplosione della polveriera, comincia una nuova ristrutturazione del complesso, con la ricostruzione della palazzina della Polveriera e la piantumazione di nuovi alberi, come i ficus magnolia e i ginepri.
Nel 1933 viene realizzato l'interessante ingresso su viale Regina Elena, progettato da Ubaldo Badas.